# Eudocima muscigera
Eudocima muscigera là một loài bướm đêm trong họ Erebidae.